# هامرفست (شهرک)
هامرفست (به نروژی: Hammerfest) یک منطقهٔ مسکونی در نروژ است که در نروژ شمالی واقع شده‌است.

## خصوصیات
هامرفست ۲٫۹۴ کیلومترمربع مساحت و ۷٬۵۶۸ نفر جمعیت دارد و ۲ متر بالاتر از سطح دریا واقع شده‌است.